# Третий путь (коалиция)
Третий путь (пол. Trzecia Droga, TD) — польский избирательный блок Польской коалиции и партии «Польша 2050», сформированный для участия в парламентских выборах 2023 года.

## История
Неофициальное сотрудничество Польской коалиции и Польши 2050 началось 7 февраля 2023 года, когда была составлена общая предвыборная программа.
О создании предвыборного альянса было объявлено 27 апреля 2023 года, когда и Польская коалиция и Польша 2050 договорились о составлении общих партийных списков. Название и логотип альянса появились уже 15 мая. Несмотря на единые списки кандидатов, обе партии объявили о создании двух отдельных парламентских фракций в Сейме X созыва.

## Идеология
Основной целью «Третьего пути» является создание альтернативы Объединённым правым во главе с партией «Право и справедливость» и либеральной Гражданской коалиции и привлечь голоса избирателей с консервативными взглядами, не согласных с политикой «Права и справедливости» и «Конфедерации».
Программа «Третьего пути» включала увеличение доходов в бюджетной сфере, реформу образовательной системы, реализация климатической политики на основе возобновляемых источников энергии, упрощение налоговой системы и проведение референдума о статусе абортов.
Большинство партий, входящих в коалицию придерживаются принципов либерального консерватизма и христианской демократии, во многом из-за влияния Польской народной партии, за исключением Унии европейских демократов, являющейся «преемником» либерального Союза свободы и «Польши 2050».
«Польша 2050» придерживается в основном центристских взглядов с выраженным акцентом на зелёную политику и принципов социал-либерализма, во многом благодаря членам партии-выходцам из Гражданской платформы. Тем не менее, после парламентских выборов 2023 года партия сместилась вправо и стала более консервативной.
«Третий путь» не поддерживал легализации однополых браков, считая гражданские партнёрства более рациональным решением.

## Состав
| Партия | Партия                                                                                        | Идеология                                         | Лидер                   | Мест в Сейме | Мест в Сенате | Мест в Европарламенте | Мест в Воеводских сеймиках |
| ------ | --------------------------------------------------------------------------------------------- | ------------------------------------------------- | ----------------------- | ------------ | ------------- | --------------------- | -------------------------- |
|        | Польская коалиция - Польская народная партия - Центр для Польши - Уния европейских демократов | христианская демократия, либеральный консерватизм | Владислав Косиняк-Камыш | 27 из 460    | 4 из 100      | 3 из 52               | 69 из 552                  |
|        | Польша 2050                                                                                   | социальный либерализм, зелёная политика           | Шимон Головня           | 6 из 460     | 1 из 100      | 1 из 52               | 2 из 552                   |

## Электоральная история

### Парламентские выборы
| Выборы в Национальное собрание |                                         |           |       |           |      |           |       |                   |
| Год                            | Лидер                                   | Сейм      | Сейм  | Сейм      | Сейм | Сенат     | Сенат | Прим.             |
| Год                            | Лидер                                   | Голоса    | %     | Места     | +/–  | Места     | +/–   | Прим.             |
| 2023                           | Владислав Косиняк-Камыш и Шимон Холовня | 3 310 670 | 14,40 | 65 из 460 | 0    | 11 из 100 | 0     | Правящая коалиция |

### Местные выборы
| Сеймик               | Год  | Голосов | %          | Мест    | Статус            |
| -------------------- | ---- | ------- | ---------- | ------- | ----------------- |
| Варминьско-Мазурский | 2024 | 82 420  | 16,62 (#3) | 6 из 30 | Правящая коалиция |
| Великопольский       | 2024 | 228 684 | 17,49 (#3) | 7 из 39 | Правящая коалиция |
| Западно-Поморский    | 2024 | 62 147  | 10,61 (#3) | 3 из 30 | Правящая коалиция |
| Куявско-Поморский    | 2024 | 123 893 | 17,18 (#3) | 5 из 30 | Правящая коалиция |
| Лодзинский           | 2024 | 136 384 | 14,21 (#3) | 4 из 33 | Оппозиция         |
| Люблинский           | 2024 | 125 667 | 5,19 (#3)  | 5 из 33 | Оппозиция         |
| Любушский            | 2024 | 65 517  | 18,67 (#3) | 6 из 30 | Правящая коалиция |
| Мазовецкий           | 2024 | 374 562 | 16,54 (#3) | 8 из 51 | Правящая коалиция |
| Малопольский         | 2024 | 164 198 | 12,39 (#3) | 6 из 39 | Оппозиция         |
| Нижнесилезский       | 2024 | 119 315 | 11,43 (#3) | 4 из 36 | Правящая коалиция |
| Опольский            | 2024 | 30 693  | 9,31 (#4)  | 1 из 30 | Правящая коалиция |
| Подкарпатский        | 2024 | 102 778 | 12,35 (#3) | 4 из 33 | Оппозиция         |
| Подляский            | 2024 | 73 532  | 16,45 (#3) | 6 из 30 | Правящая коалиция |
| Поморский            | 2024 | 88 254  | 10,32 (#3) | 3 из 33 | Оппозиция         |
| Свентокшиский        | 2024 | 109 606 | 21,71 (#2) | 7 из 30 | Оппозиция         |
| Силезский            | 2024 | 166 502 | 10,62 (#3) | 5 из 45 | Правящая коалиция |

### Европейские выборы
| Выборы | Лидер                   | Голосов | %    | Мест    | Фракция |
| ------ | ----------------------- | ------- | ---- | ------- | ------- |
| 2024   | Владислав Косиняк-Камыш | 813 238 | 6,91 | 3 из 53 | EPP     |

### Президентские выборы
| Выборы | Кандидат      | 1-й тур | 1-й тур | 2-й тур | 2-й тур | Результат |
| Выборы | Кандидат      | Голосов | %       | Голосов | %       | Результат |
| ------ | ------------- | ------- | ------- | ------- | ------- | --------- |
| 2025   | Шимон Холовня | 978 901 | 4,99    |         |         | Поражение |